# Sericit

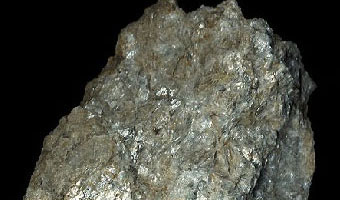
Một mẫu sericit

Sericit là các mica dạng hạt mịn, tương tự như muscovit, illit, hay paragonit. Sericit thường là khoáng vật thay thế từ orthoclase hay plagioclase feldspar trong các khu vực có sự thay thế nhiệt dịch đặc biệt liên quan đến các khoáng hóa đồng, thiếc hoặc tích tụ quặng nhiệt dịch khác. Sericit cũng có mặt ở dạng mica mịn trong các đá biến chất phyllit và schist.
Tên gọi xuất xứ từ tiếng Latin sericus, nghĩa là "giống như tơ".